# VFA-101
Escadron de chasseur d'attaque 101
Le Strike Fighter Squadron 01 ou VFA-101, connu sous le nom de "Grim Reapers", était un escadron de remplacement de l'United States Navy  (FRS) qui a été actif de 1952 à 2005 et 2012 à 2019. Au moment de son inactivation, l'escadron était basé à Eglin Air Force Base, en Floride.

## Historique
Le VF-101 a été établi le 1er mai 1952 au Naval Air Station Cecil Field (en) en Floride. Ce nouvel escadron a pris le surnom et les traditions des précédents "Grim Reapers" et a piloté le FG-1D Corsair pendant la guerre de Corée. Plus tard en 1952, le VF-101 reçut le F2H-2 Banshee à réaction. L'escadron a été affecté au Carrier Air Group One à bord de l'USS Midway (CV-41) et a fait le tour du monde entre le 27 décembre 1954 et le 14 juillet 1955.
Après la suppression du West Coast FRS  du VF-124 (en) pour le F-14 Tomcat au milieu des années 1990, le VF-101 est devenu le seul escadron de F-14 Tomcat du FRS. À l'époque, il était basé au Naval Air Station Oceana en Virginie. Avec le retrait du F-14 Tomcat, le VF-101 a été désactivé le 30 septembre 2005. 
Il a été réactivé le 1er mai 2012 et renommé Strike Fighter Squadron 101 (VFA-101). C'était l'un des deux escadrons de F-5 Tiger II du FRS avant d'être désactivé en 2019.
Il était basé à Eglin AFB, en Floride, avec la 33rd Fighter Wing (en) (33 FW), en tant qu'unité subordonnée du Strike Fighter Wing (US Navy), (US Pacific Fleet).